# Salò
Salò je obec (město) v provincii Brescia v italském regionu Lombardie na západním břehu Gardského jezera, kde se nachází i jeho nejdelší promenáda.
Město bylo hlavním městem Italské sociální republiky v letech 1943 až 1945, která se rovněž často nazývala „Republika Salò“ (Repubblica di Salò).

## Historie

### Období starověkého Říma
Ačkoli podle legendy má Salò etruský původ, psané záznamy zmiňují jeho založení starověkými Římany z kolonie Pagus Salodium. Nachází se tu řada ruin z období římského osídlení, jak dokazuje nekropole Lugone (na via Sant’Jago) a archeologické nálezy v archeologickém muzeu (Civic Archaeological Museum), které se nachází v Loggia della Magnifica Patria.

### Středověk
Během vrcholného středověku město sdílelo stejný osud jako Lombardie.
Původ městského zřízení Salò je málo známý: jeho autonomie ve vztahu k Brescii se datuje ke konci 13. století nebo na začátek 14. století, přičemž nejstarší předpisy, které městské orgány dochovaly, jsou z roku 1397.
Před rokem 1334 bylo město součástí federace městských rad v oblasti podél západního břehu Gardského jezera (od Limone až na jih po Desenzano del Garda) a z oblasti Valle Sabbia, která se nazývala Riperia Lacus Gardae Brixiensis, kde hlavním správním městem bylo Maderno.
Federace nechtěla vytvářet spojenectví ani s Brescií, ani s Veronou a namísto toho se rozhodla požadovat pomoc od Benátek. Z důvodu velké vzdálenosti od Benátek jí tato strategie nezaručovala nezávislost oblasti a po krátkém období protektorátu pod vládou Benátek (1336 až 1349) se Salò stalo pevností milánského rodu Visconti. V roce 1377 Beatrice della Scala, manželka Bernabòa Viscontiho, chtěla, aby se Salò stalo hlavním městem oblasti a tím byl snížen vliv Maderna: Salò tedy dostalo pevné zdi a byl postaven hrad.

### Nádherná vlast (Magnifica Patria)
13. května 1426 po dlouhém období válek se města na západním břehu jezera spontánně připojily k Benátské republice, ve které zůstaly na další tři století: na hlavním náměstí lze sloup se znamením lva svatého Marka, symbol Benátek, najít dodnes. Během let Benátky této provincii udělily status Stato da Tera a zůstala de facto nezávislou oblastí. Byly jí uděleny tituly Nádherná vlast (Magnifica Patria) a Prvorozená dcera Serenissima (Figlia primogenita della Serenissima). Rada Patrie a všechny ostatní úřady zůstaly soustředěny v Salò (které získalo důležitost a vliv), ačkoli byl hlavním městem vysílán guvernér, kterému byly uděleny tituly Provveditore (tj. Superintendant) a Capitano della Riviera (Kapitál Riviery) a pravomoc jednat jako soudce v trestních záležitostech pro celou Rivieru (zatímco civilní soudnictví bylo svěřeno podestovi z Brescie, který sídlil v Salò). Vedle farmaření a obchodu se v tomto období rozvíjel plátenický průmysl.

### Napoleonská éra aRisorgimento
V roce 1796 bojovaly Napoleonovy jednotky s rakouskými jednotkami v severní Itálii. Konec Benátské republiky (Mír v Campo Formio) znamenal i konec Salò jako hlavního města západní riviery: 1. ledna 1797 prozatímní vláda Brescie přejmenovala Salò na Benaco a zřídila kanton Benaco s hlavním městem Benaco.

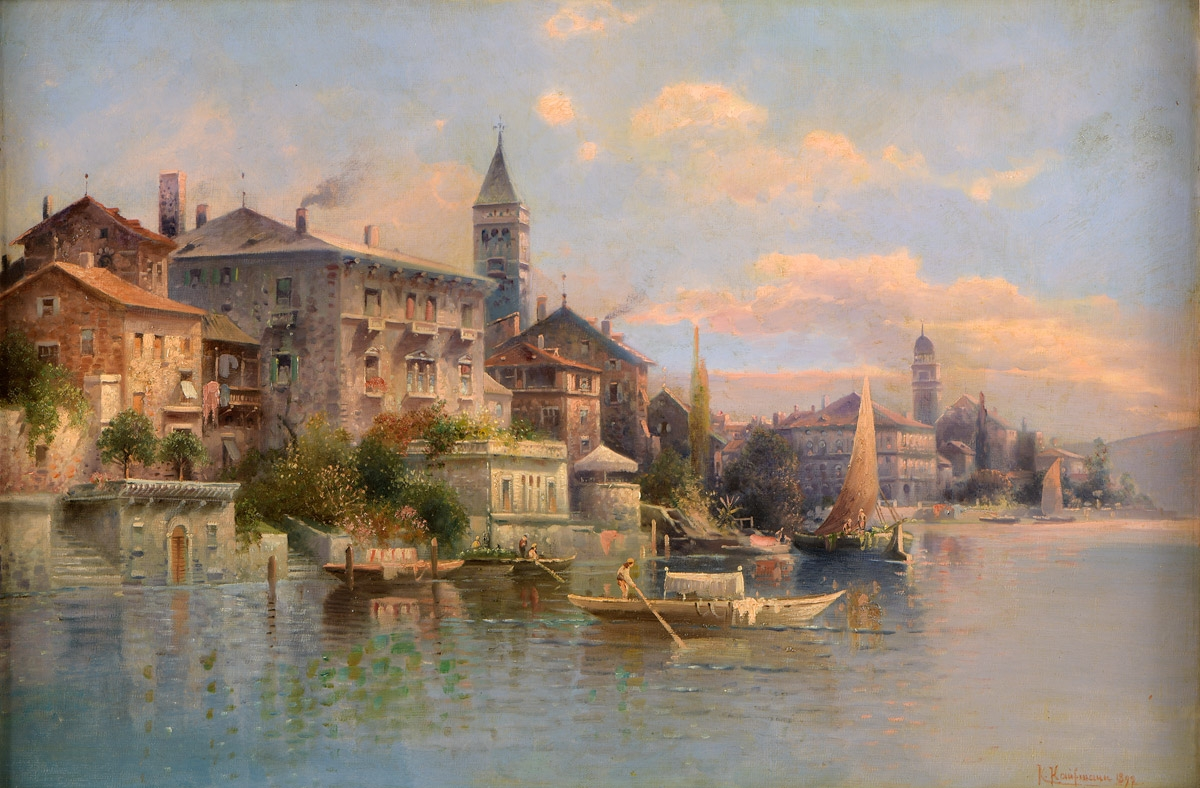
Karl Kaufmann:Salò (olej na plátně, 1899)

Město se poté připojilo k Cisalpinské republice a pak k Napoleonskému italskému království (1805 – 1814). Po skončení napoleonské éry se Salò stalo součástí Rakouska (jako součást Lombardsko-benátského království od roku 1815 do 1859.
V roce 1848 se Salò spojilo s Milánem v revoluci proti habsburské nadvládě. Během druhé italské války za nezávislost mnoho dobrovolníků bojovalo s Garibaldim ve službách piemontské armády. 18. června 1859 Garibaldi vstoupil do Salò a byl uvítán nadšeným davem. Salò královským výnosem z 15. prosince 1860 získalo titul Città (město).
Po bitvě u Custozy Rakušané město dočasně opět ovládli, ale navzdory jejich vítězství a námořní porážce Italů v bitvě u Lissy se Rakušané vzdali Prusům o měsíc později a byli nuceni opustit region Benátek po uzavření Vídeňské smlouvy v roce 1866.

### Italská sociální republika
Od roku 1943 do 1945 bylo Salò faktickým hlavním městem loutkového státu – Italské sociální republiky Benita Mussoliniho, vytvořené s podporou nacistického Německa, která je rovněž známá jako Republika Salò: ve Villa Castagna bylo sídlo policejního ředitelství, ve Villa Amedei bylo sídlo Ministerstva pop kultury, Villa Simonini (dnešní Hotel Laurin) byla sídlem ministerstva zahraničních věcí a Stefaniho agentura, která distribuovala oficiální tiskové zprávy, sídlila na Via Brunati

### Poválečné období
Na začátku období po skončení 2. světové války Salò znovuobjevilo své vlohy pro turistický průmysl.
V roce 1975 zde podle knihy Markýze de Sade 120 dnů Sodomy natočil Pier Paolo Pasolini svůj poslední film Saló aneb 120 dnů sodomy (Salò o le 120 giornate di Sodoma).

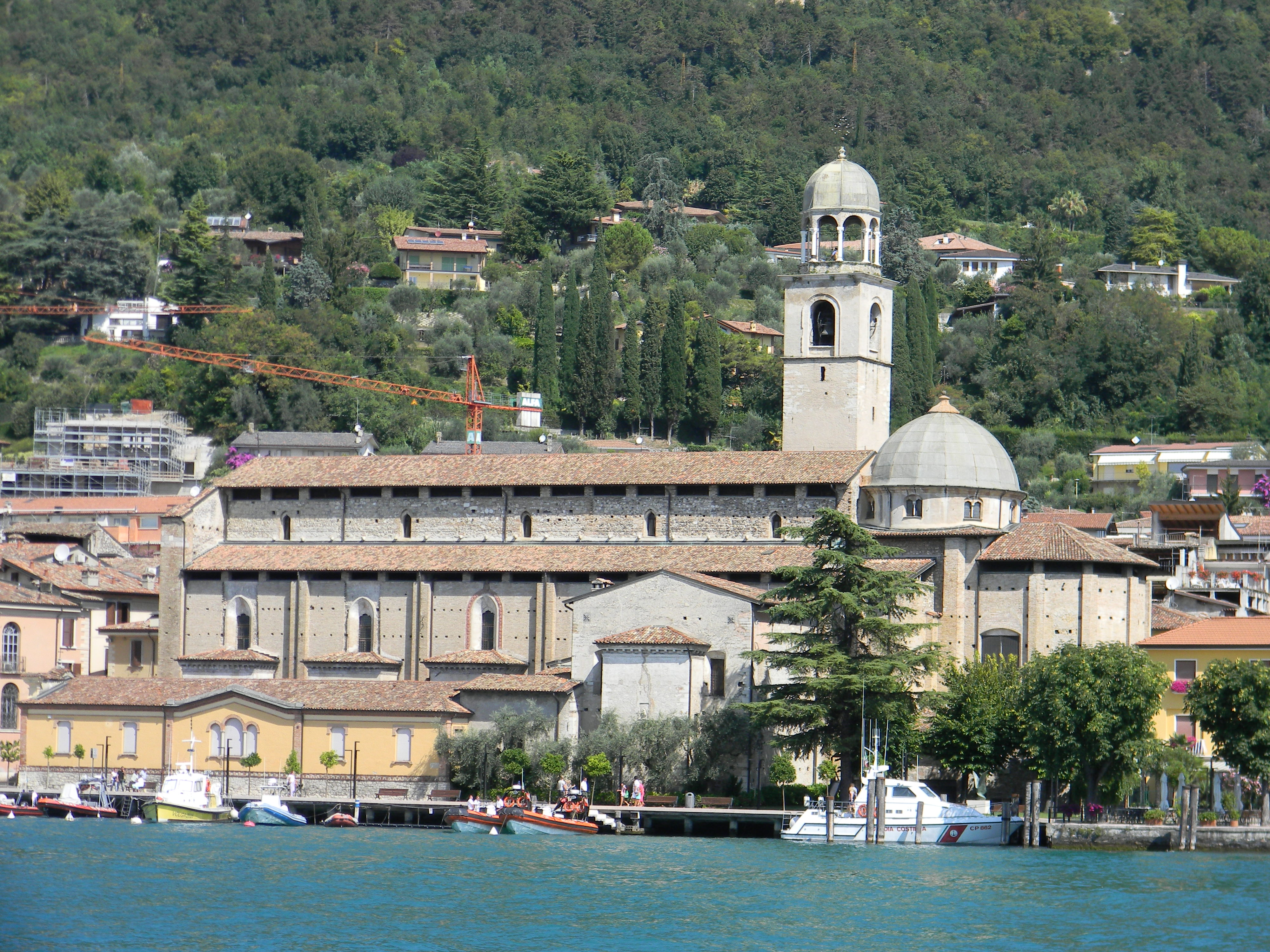
Katedrála Zvěstování Panny Marie

## Hlavní památky
- Chrám Zvěstování Panny Marie (Duomo di Santa Maria Annunziata), přestavěný v pozdně gotickém stylu na konci 15. století. Má zaznamenáníhodný renesanční portál, malby od Zeno di Verona (16. století), Polyptych od školy Paola Veneziana a Madonna a Svatí od Romanina.
- Palác Nádherné vlasti (Palazzo della Magnifica Patria) ze 16. století. V paláci se nachází historické muzeum modré stuhy, výstava dokumentů o renesanční historii, o italských koloniálních válkách, španělské občanské válce a odporu proti fašismu.
- Obecní palác je sídlem Občanského archeologického muzea s nálezy se starověkého Salodia.

## Zemětřesení
Oblast kolem jezera je seismickou oblastí. V roce 1877 byla pod dohledem prof. Pia Bettoniho vybudována meteorologická stanice. V roce 1889 byla přidána i geofyzikální observatoř (seismická stanice), která se stala důležitým centrem vědeckého výzkumu po zemětřesení v roce 1901 (5,6 Richterovy škály, bez zásadních škod). K jinému zemětřesení došlo v roce 2004.

## Osobnosti města
- Gasparo da Salò (1540 – 1609), houslař a kontrabasista
- Pietro Bellotto (1625 – 1700), pozdně barokní malíř
- Ferdinando Bertoni (1725 – 1813), skladatel a varhaník
- Marco Enrico Bossi (1861 – 1925) , skladatel a varhaník
- Angelo Zanelli (1879 – 1942), sochař
- Luigi Comencini (1916 – 2007), filmový režisér

## Galerie

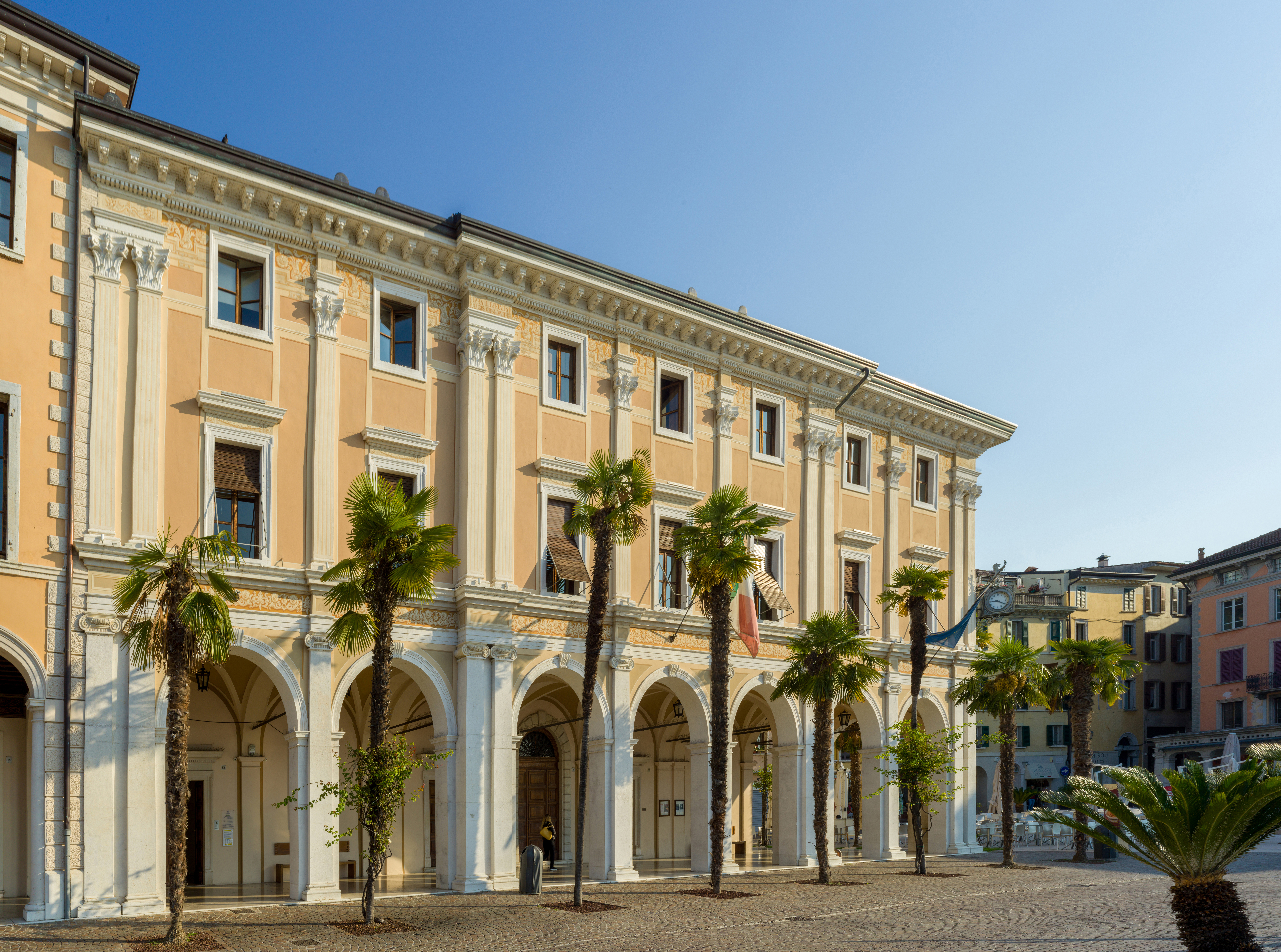
Radnice (pohled od jihu)
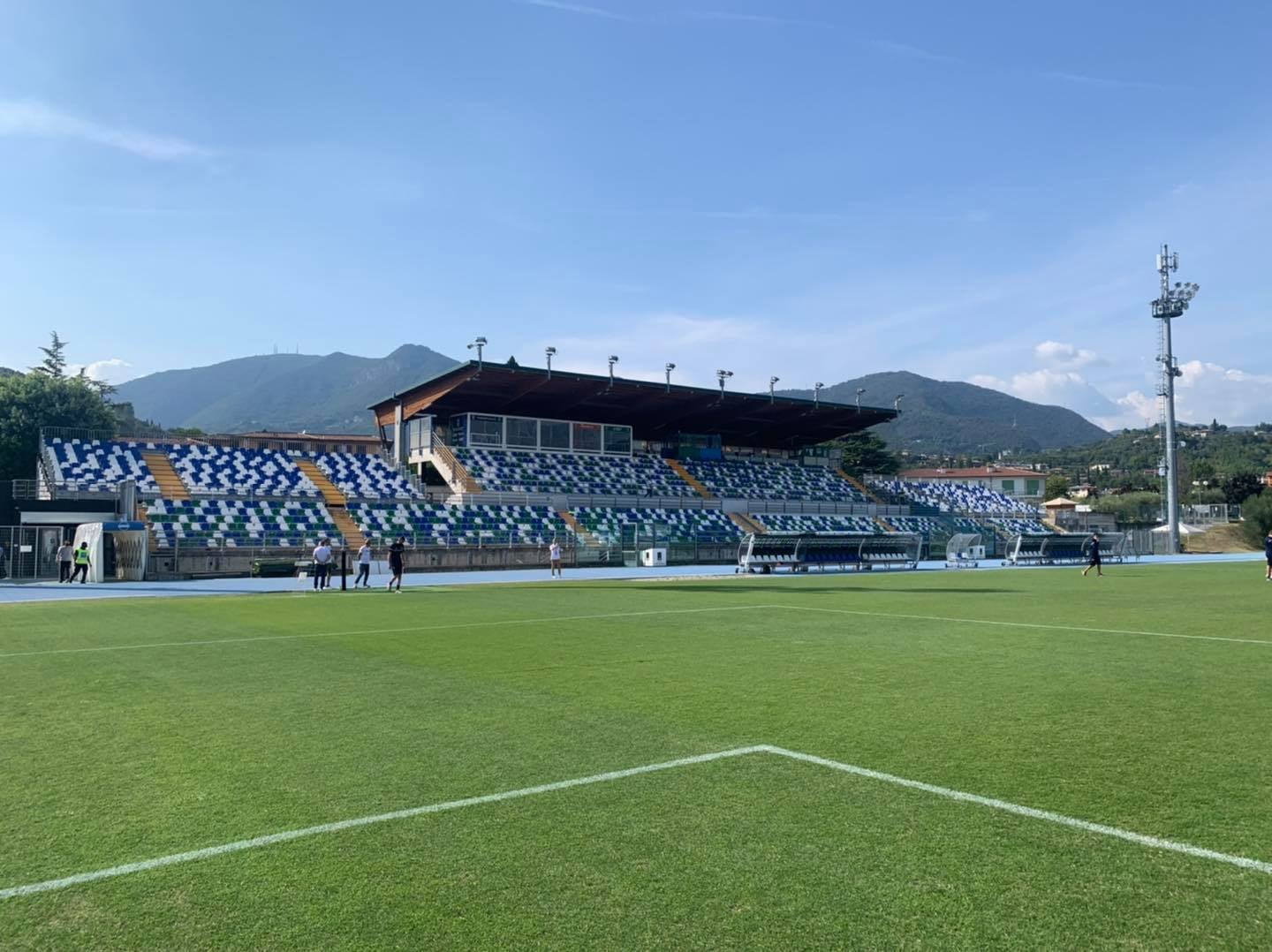
Fotbalový stadion Lino Turina
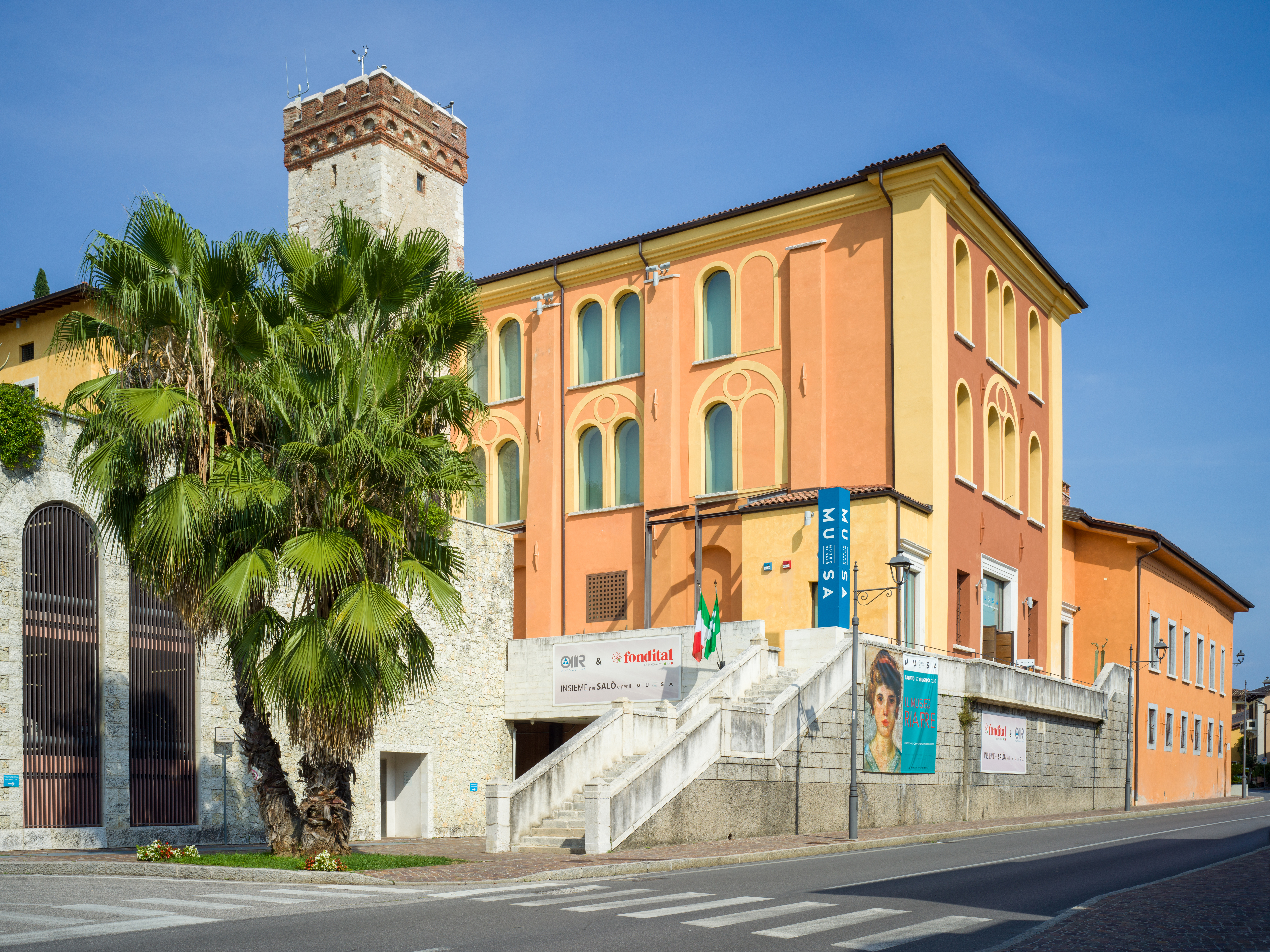
Muzeum
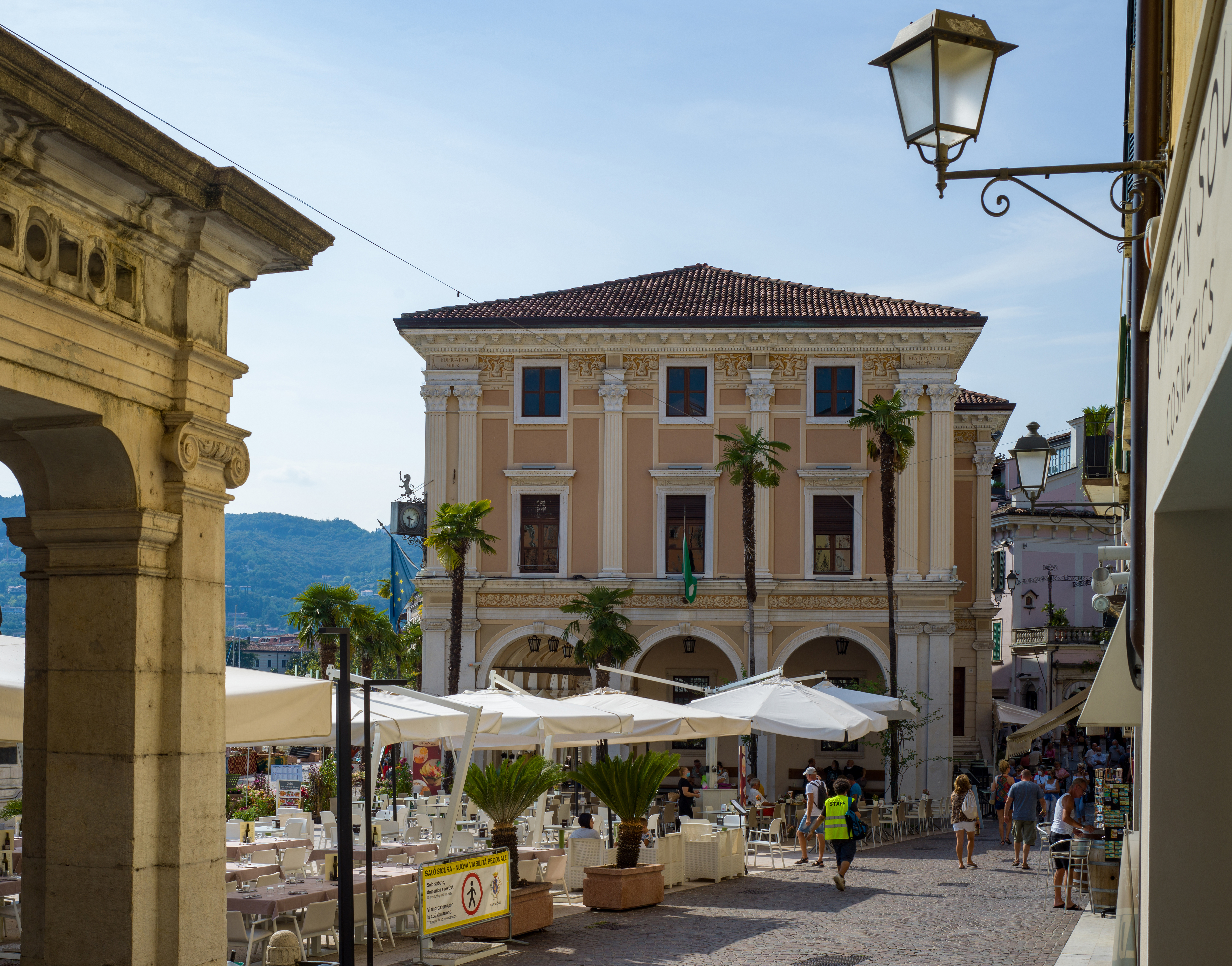
Piazza della Vittoria